# Hypnophila zacynthia
Hypnophila zacynthia is een slakkensoort uit de familie van de Azecidae. De wetenschappelijke naam van de soort is voor het eerst geldig gepubliceerd in 1855 door Roth.